# Toro Rosso STR13
La Toro Rosso STR13 è una vettura da Formula 1 realizzata dalla Toro Rosso per prendere parte al campionato mondiale di Formula 1 2018.

## Livrea
La vettura è stata presentata il 26 febbraio. La livrea risulta essere pressoché identica a quella della STR12 con un blu forte, interrotto da alcune zone rosse, che ricopre gran parte della monoposto. Per quanto riguarda gli sponsor sull'ala posteriore domina ancora la scritta Red Bull Cola.

## Caratteristiche
La STR13 dispone per la prima volta del motore fornito dalla Honda. Dal punto di vista tecnico la nuova vettura della scuderia faentina mostra soluzioni né inedite né rivoluzionarie; soprattutto nel retrotreno possiamo osservare una sospensione posteriore di chiara ispirazione McLaren, così come molte soluzioni aerodinamiche presenti sul fondo. 
L'Halo dispone di un profilo aggiuntivo allo scopo di gestire meglio le turbolenze aerodinamiche generate dal nuovo dispositivo di sicurezza, introdotto da questa stagione su tutte le monoposto. 

## Carriera agonistica

### Stagione
L'annata conferma la regressione degli ultimi anni, nonostante Pierre Gasly sia in grado di ottenere un prestigioso quarto posto nella seconda gara stagionale in Bahrein. È proprio il giovane pilota francese a portare il maggior quantitativo di punti, mentre il neozelandese Brendon Hartley riesce a concludere nei primi dieci solo tre volte.
La stagione si chiude con un totale di 33 punti, ben 20 in meno rispetto al 2017, che vedono la scuderia italiana scivolare al nono e penultimo posto nei costruttori.

## Piloti
| Piloti ufficiali         | Piloti ufficiali | Piloti ufficiali |
| Nazione                  | Nome             | Numero           |
| ------------------------ | ---------------- | ---------------- |
| Nuova Zelanda (bandiera) | Brendon Hartley  | 28               |
| Francia (bandiera)       | Pierre Gasly     | 10               |
| Piloti di riserva        |                  |                  |
| Nazione                  | Nome             | Numero           |
| Indonesia (bandiera)     | Sean Gelael      | 38               |

## Risultati in Formula 1
| Anno | Team                      | Motore | Gomme | Piloti  |     |    |    |    |     |    |     |     |     |     |    |    |    |     |    |     |    |    |    |    |     | Punti | Pos. |
| ---- | ------------------------- | ------ | ----- | ------- | --- | -- | -- | -- | --- | -- | --- | --- | --- | --- | -- | -- | -- | --- | -- | --- | -- | -- | -- | -- | --- | ----- | ---- |
| 2018 | Red Bull Toro Rosso Honda | Honda  | P     | Hartley | 15  | 17 | 20 | 10 | 12  | 19 | Rit | 14  | Rit | Rit | 10 | 11 | 14 | Rit | 17 | Rit | 13 | 9  | 14 | 11 | 12  | 33    | 9º   |
| 2018 | Red Bull Toro Rosso Honda | Honda  | P     | Gasly   | Rit | 4  | 18 | 12 | Rit | 7  | 11  | Rit | 11  | 13  | 14 | 6  | 9  | 14  | 13 | Rit | 11 | 12 | 10 | 13 | Rit | 33    | 9º   |

| Legenda | 1º posto     | 2º posto | 3º posto    | A punti         | Senza punti/Non class.  | Grassetto – Pole position Corsivo – Giro più veloce |
| Legenda | Squalificato | Ritirato | Non partito | Non qualificato | Solo prove/Terzo pilota | Grassetto – Pole position Corsivo – Giro più veloce |